# Kalmtal
Das Kalmtal, auch einfach die Kalm genannt, ist ein Tal in der Texelgruppe in Südtirol und ein orographisch rechtes, westliches Seitental von Passeier. Administrativ ist es geteilt: Der untere Talabschnitt gehört zur Gemeinde St. Martin in Passeier (die Höfe und Weiler des Tals bilden auch eine eigene Fraktion der Gemeinde), der obere Talabschnitt gehört hingegen zu Riffian.

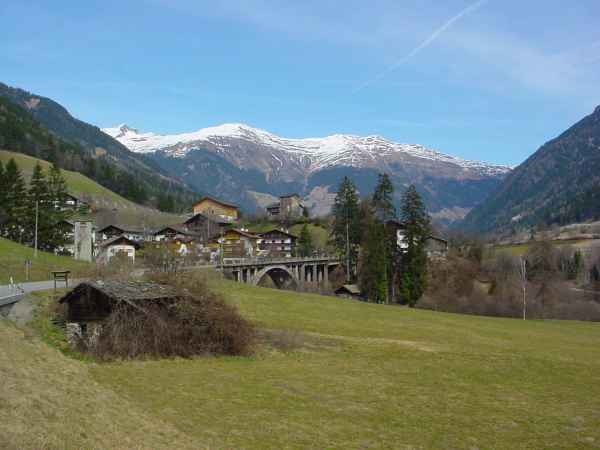
Der Weiler Neuhaus, hier zweigt das Kalmtal vom Passeiertal ab (linke Bildseite)

Jausenstation Naserhof, Kalmtal

Das Kalmtal zählt über 300 Einwohner (Volkszählung 2001).

## Geographie

### Das Tal
Die Kalm, ein rechtes (westliches) Seitental von Passeier, befindet sich in der östlichen Texelgruppe.
Es wird von Wiesen und Wäldern überzogen. Höher gelegene Talabschnitte sind im Naturpark Texelgruppe unter Schutz gestellt.

### Der Kalmbach
Ein Bach, der Kalmbach, zieht sich durch das Tal und mündet in die Passer. Früher wurde er auch für die Holztrift genutzt. Er wird von vielen Touristen und Einheimischen im Sommer gerne besucht.
Ein Wasserkraftwerk wurde an diesem Bach zur Stromgewinnung errichtet, das sowohl Gemeinde als auch private Investoren als Eigentümer hat. Nun ist ein weiteres Wasserkraftwerk in Planung, welches ebenfalls mit dem Wasser des Kalmbaches versorgt werden soll.
An diesem Bach liegt außerdem der bekannte Passeirer Wasserfall.

### Die Kolbenspitze
Der Hausberg des Kalmtales ist die Kolbenspitze, der eine Aussicht über das Passeiertal und über das Burggrafenamt bietet.

### Almen
Im Kalmtal befinden sich drei Almen, die Faglsalm, die auf 1980 m liegt und eine herrliche Aussicht über das Passeiertal bietet, die Falseralm, die auf 1929 m und am Talende mitten im Naturpark Texelgruppe liegt, und die Luimesalm. Außerdem befindet sich auf der Höhe der Faglsalm der Faglssee, der schon seit alters her in der Bevölkerung als eher unheimlich und gefährlich eingestuft wird.

## Ortsnamen im Kalmtal
Die in kursiver Schrift gehaltenen italienischen Ortsnamen wurden zwar im Zuge der Italianisierung eingeführt, werden jedoch heute weder von privater noch von offizieller Seite benutzt.
| Ortschaft             | Italianisierte Bezeichnung | Zugehörige Weiler bzw. Einzelhöfe                                                         |
| --------------------- | -------------------------- | ----------------------------------------------------------------------------------------- |
| Spath oder Spat       | -                          | Spathof                                                                                   |
| Neuhaus               | Ponte Clava                | Neuhaus-Hof; Lanthaler; Kalbbauer                                                         |
| Kalmrausch (Kalmbach) | Rio della Clava            | Kalbe; Passeirer Hof; Schenk                                                              |
| Abl                   | -                          | Unter- und Oberabl; Pfandler; ehem. Schule                                                |
| Wieden                | Saletto                    | Unter- und Oberwieden                                                                     |
| Tschaggen             | Cava (in Passiria)         | Innerer- und Äußerer Tschager                                                             |
| Glamitz               | -                          | Glamitzhof                                                                                |
| Schupfer              | Malánder                   | Schupferhof                                                                               |
| Seeber                | -                          | Seeberhof (schon 1260 als drei höfe ze Sewe und 1390 mit Chunzo Seber im Kalmtal bezeugt) |
| Bach                  | Masi del Rio               | Unter- und Oberbach; ehem. Schule                                                         |
| Gruber                | Cava                       | Gruberhöfe                                                                                |
| Steinwand             | Pietra                     | Unter- und Obersteinwandhöfe; Steinerhof                                                  |
| Eggenstein            | Sasso                      | Unter- und Obereggensteinerhof                                                            |
| Magdfeld (Riffian)    | Campo                      | Gasthof Magdfeld, Magdfeld-Hof                                                            |
| Naser                 | -                          | Jausenstation Naserhof                                                                    |
| Luimes                | Lùimes                     | Luimeshof                                                                                 |

## Die Grundschulen im Kalmtal
Im Kalmtal gab es zwei Schulen, die Grundschule von Abl, die von den Kindern des vorderen Kalmtales besucht wurde und die Grundschule von Kalmtal, die von den Kindern des hinteren Kalmtales besucht wurde.
In den letzten Jahren wurden beide Schulen geschlossen. Die Grundschule von Kalmtal aufgrund der Erschließung des Kalmtales durch die Kalmtaler Straße, so konnten diese Kinder in Abl die Schule besuchen. Die Grundschule Abl wurde einige Jahre später geschlossen, da die Aufrechterhaltung des Unterrichts in Abl mit hohen Kosten und Aufwänden verbunden war und so hat man beschlossen, auch diese Schule zu schließen und die Schüler nach St. Martin zu transportieren, um dort die Schule zu besuchen.
Beide Schulgebäude wurden verkauft und bereits zu Wohnhäusern umgebaut.

## Wirtschaft
Ein großer Teil der Bevölkerung lebt im Kalmtal von der Berglandwirtschaft, dabei liegt die Viehwirtschaft an erster Stelle. Großteils werden Kühe, Schafe, Ziegen, Hühner oder auch Schweine gehalten.

### Landwirtschaft
Da die meist kleinen Höfe (Landwirtschaft) meist aber keinen hohen Ertrag abwerfen, sind die meisten Landwirte gezwungen, bereits am Morgen zu einer anderen Arbeitsstelle zu pendeln.
Ein weiterer Teil der Beschäftigten im Kalmtal ist in der Baubranche tätig.

### Tourismus
Die Gastbetriebe sind in ganz Südtirol und über dessen Grenzen hinaus bekannt. Diese Betriebe stellen inzwischen beliebte Ausflugsziele in Passeier dar und ziehen in den Sommer- und Herbstmonaten tausende Besucher in das Hochtal.

## Verkehr
Das Kalmtal ist über die Staatsstraße 44 über Meran oder über Sterzing erreichbar. Mit dem Auto ist das Kalmtal von Meran aus innerhalb von ca. 20 Minuten zu erreichen.
Mit Kraftfahrzeugen zugänglich ist die Fraktion seit Ende der 70er-Jahre über die Kalmtaler Straße, weiters über die Gruber-Straße, den Trifterweg und die Peter-Mitterhofer-Straße. Die Kalmtaler Straße führt durch das Kalmtal und endet in der Ortschaft Magdfeld, die bereits der Gemeinde Riffian angehört.
Der Steinerhof ist einer der wenigen Plätze im Kalmtal, der sehr ungünstig, eingeschlossen von Felsen auf allen Seiten, liegt, und so war es bisher nicht möglich, den Steinerhof durch einen Weg zu erschließen. Die Bauarbeiten zur Erschließung des Hofes haben aber bereits vor einigen Jahren begonnen, das Bauvorhaben wird durch das Land Südtirol finanziell unterstützt.
Außerdem führen mehrere Wanderwege durch das Kalmtal, wie z. B. der Meraner Höhenweg.